# Європейські легкоатлетичні ігри в приміщенні 1967
Європейські легкоатлетичні ігри в приміщенні 1967 відбулись 11-12 березня в празькому Палаці спорту на арені з довжиною кола 150 м.

## Призери

### Чоловіки
| Дисципліни                            | Золото                                                                                      | Золото | Срібло                                                                       | Срібло | Бронза                                                                 | Бронза |
| ------------------------------------- | ------------------------------------------------------------------------------------------- | ------ | ---------------------------------------------------------------------------- | ------ | ---------------------------------------------------------------------- | ------ |
| 50 метрів                             | Паскуале Джаннаттазіо Італія                                                                | 5,7    | Олександр Лебедєв СРСР                                                       | 5,8    | Віктор Касаткін СРСР                                                   | 5,9    |
| 400 метрів                            | Манфред Кіндер ФРН                                                                          | 48,4   | Гартмут Кох НДР                                                              | 48,6   | Микола Шкарников СРСР                                                  | 50,4   |
| 800 метрів                            | Ноель Керролл Ірландія                                                                      | 1.49,6 | Томаш Юнгвірт Чехословаччина                                                 | 1.49,8 | Ян Касал Чехословаччина                                                | 1.50,0 |
| 1500 метрів                           | Джон Веттон Велика Британія                                                                 | 3.48,7 | Йозеф Одложил Чехословаччина                                                 | 3.49,6 | Станіслав Гоффманн Чехословаччина                                      | 3.50,5 |
| 3000 метрів                           | Вернер Гірке ФРН                                                                            | 7.58,6 | Рашид Шарафетдинов СРСР                                                      | 7.59,0 | Лайош Мечер Угорщина                                                   | 8.00,6 |
| 50 метрів з бар'єрами                 | Едді Оттоз Італія                                                                           | 6,4    | Валентин Чистяков СРСР                                                       | 6,6    | Анатолій Михайлов СРСР                                                 | 6,7    |
| 4×300 метрів (4×2 кола)               | СРСРМикола Іванов Василь Анисимов Олександр Братчиков Борис Савчук Микола Шкарников (забіг) | 2.18,0 | ПольщаЕдвард Романовський Ян Боляховський Едмунд Боровський Тадеуш Яворський | 2.20,2 | ЧехословаччинаЯромір Гайсл Йозеф Гег'єс Франтішек Ортман Йозеф Троусіл | 2.20,5 |
| 150+300+450+600 метрів (1+2+3+4 кола) | ФРНГерт Мец Горст Гасслінгер Рольф Крюзманн Манфред Ганіка                                  | 3.06,6 | СРСРБорис Савчук Василь Анисимов Олександр Братчиков Валерій Фролов          | 3.06,9 | ЧехословаччинаІржі Кинос Ладіслав Кржиж Павел Грушка Павел Пенкава     | 3.08,8 |
| 3×1000 метрів                         | ФРНКлаус Преннер Вольф-Йоген Шульте-Гіллен Франц-Йозеф Кемпер                               | 7.19,6 | ЧехословаччинаПавел Грушка Павел Пенкава Петр Блага                          | 7.20,0 | СРСРРемір Мітрофанов Станіслав Сімбірцев Михайло Желобовський          | 7.20,6 |
| Стрибки у висоту                      | Анатолій Мороз СРСР                                                                         | 2,14   | Анрі Елліотт Франція                                                         | 2,14   | Рудольф Баудіс Чехословаччина                                          | 2,11   |
| Стрибки з жердиною                    | Ігор Фельд СРСР                                                                             | 5,00   | Геннадій Блізнєцов СРСР                                                      | 4,90   | Вольфганг Нордвіг НДР                                                  | 4,90   |
| Стрибки у довжину                     | Лінн Девіс Велика Британія                                                                  | 7,85   | Леонід Борковський СРСР                                                      | 7,85   | Анджей Стальмах Польща                                                 | 7,74   |
| Потрійний стрибок                     | Петр Немшовський Чехословаччина                                                             | 16,57  | Генрік Калочаї Угорщина                                                      | 16,45  | Олександр Золотарьов СРСР                                              | 16,40  |
| Штовхання ядра                        | Микола Карасьов СРСР                                                                        | 19,26  | Едуард Гущин СРСР                                                            | 18,96  | Владислав Комар Польща                                                 | 18,85  |

### Жінки
| Дисципліни                            | Золото                                                                | Золото  | Срібло                                                                 | Срібло | Бронза                                                      | Бронза       |
| ------------------------------------- | --------------------------------------------------------------------- | ------- | ---------------------------------------------------------------------- | ------ | ----------------------------------------------------------- | ------------ |
| 50 метрів                             | Маргіт Немешхазі Угорщина                                             | 6,3     | Карін Валльгрен Швеція                                                 | 6,4    | Галина Бухаріна СРСР                                        | 6,5          |
| 400 метрів                            | Карін Валльгрен Швеція                                                | 55,7    | Лія Лауер Нідерланди                                                   | 56,7   | Ліляна Петнярич Югославія                                   | 57,3         |
| 800 метрів                            | Карін Кесслер ФРН                                                     | 2.08,2  | Марівонн Дюпюрер Франція                                               | 2.08,6 | Валентина Лук'янова СРСР                                    | 2.10,5       |
| 50 метрів з бар'єрами                 | Карін Бальцер НДР                                                     | 6,9 WIB | Власта Сейфертова Чехословаччина                                       | 7,0    | Інге Шелль ФРН                                              | 7,1          |
| 4×150 метрів (4×1 колу)               | СРСРВалентина Большова Галина Бухаріна Тетяна Талишева Віра Попкова   | 1.12,4  | ЧехословаччинаЄва Путнова Власта Сейфертова Єва Куцманова Єва Легоцька | 1.14,0 | НДРРагіна Гефер Петра Целльнер Ренате Майснер Брігітте Гаєр | 1.14,1       |
| 150+300+450+600 метрів (1+2+3+4 кола) | СРСРВалентина Большова Віра Попкова Тетяна Арнаутова Надія Серопегіна | 3.35,6  | ЮгославіяМаріяна Лубей Іка Марічич Ліляна Петнярич Гізела Фаркаш       | 3.37,5 | не вручалась                                                | не вручалась |
| Стрибки у висоту                      | Таїсія Ченчик СРСР                                                    | 1,76    | Лінда Ноулз Велика Британія                                            | 1,73   | Ярослава Кралова Чехословаччина                             | 1,70         |
| Стрибки у довжину                     | Беріт Бертельсен Норвегія                                             | 6,51    | Гайде Розендаль ФРН                                                    | 6,41   | Віоріка Віскополяну Румунія                                 | 6,40         |
| Штовхання ядра                        | Надія Чижова СРСР                                                     | 17,44   | Іванка Христова Болгарія                                               | 16,55  | Марія Чорбова Болгарія                                      | 16,23        |

## Медальний залік
| Місце                | Країна               | Золото | Срібло | Бронза | Загалом |
| -------------------- | -------------------- | ------ | ------ | ------ | ------- |
| 1                    | СРСР                 | 8      | 7      | 7      | 22      |
| 2                    | ФРН                  | 5      | 1      | 1      | 7       |
| 3                    | Велика Британія      | 2      | 1      | 0      | 3       |
| 4                    | Італія               | 2      | 0      | 0      | 2       |
| 5                    | Чехословаччина       | 1      | 5      | 6      | 12      |
| 6                    | НДР                  | 1      | 1      | 2      | 4       |
| 7                    | Угорщина             | 1      | 1      | 1      | 3       |
| 8                    | Швеція               | 1      | 1      | 0      | 2       |
| 9                    | Ірландія             | 1      | 0      | 0      | 1       |
| 9                    | Норвегія             | 1      | 0      | 0      | 1       |
| 11                   | Франція              | 0      | 2      | 0      | 2       |
| 12                   | Польща               | 0      | 1      | 2      | 3       |
| 13                   | Югославія            | 0      | 1      | 1      | 2       |
| 13                   | Болгарія             | 0      | 1      | 1      | 2       |
| 15                   | Нідерланди           | 0      | 1      | 0      | 1       |
| 16                   | Румунія              | 0      | 0      | 1      | 1       |
| Загалом (16 збірних) | Загалом (16 збірних) | 23     | 23     | 22     | 68      |

## Відео
- Відеозвіт на YouTube

## Виступ українців
| Чоловіки (5) | Чоловіки (5)       | Чоловіки (5)      | Чоловіки (5)   |
| Місце        | Атлет              | Дисципліна        | Результат      |
| ------------ | ------------------ | ----------------- | -------------- |
| 1            | Василь Анисимов    | 4×300 м           | 2.18,0         |
| 1            | Микола Шкарников   | 4×300 м           | 2.20,5[b]      |
| 1            | Анатолій Мороз     | висота            | 2,14           |
| 2            | Василь Анисимов    | 150+300+450+600 м | 3.06,9         |
| 2            | Геннадій Блізнєцов | жердина           | 4,90           |
| 2            | Леонід Борковський | довжина           | 7,85           |
| 3            | Микола Шкарников   | 400 м             | 50,4 (49,6)[a] |

| Жінки (1) | Жінки (1)       | Жінки (1)  | Жінки (1) |
| Місце     | Атлетка         | Дисципліна | Результат |
| --------- | --------------- | ---------- | --------- |
| кв        | Валентина Козир | висота     | 1,65      |

a  У дужках вказаний більш високий результат, що був показаний на попередній стадії змагань (у забігу чи кваліфікації).

b  Виступав у забігу.